# Stronger (chanson de Kanye West)
Pour les articles homonymes, voir Stronger.
Singles de Kanye West
Can't Tell Me Nothing (en)
(2007) Good Life (en)
(2007)
Pistes de Graduation
Champion I Wonder
Stronger est le deuxième single extrait de l'album Graduation de Kanye West. La chanson sample le titre Harder, Better, Faster, Stronger du duo français de house Daft Punk. La chanson figure parmi les  "500 plus grandes chansons de tous les temps" selon le magazine musical américain Rolling Stone, se classant en 493ème position.

## Clip vidéo
Le clip de "Stronger" a été réalisé par Hype Williams et tourné au Japon durant plus de neuf jours. Il est présenté le 26 juin 2007, sur le programme TRL de la chaîne MTV allemande.
La vidéo contient des apparitions de Cassie et des deux Daft Punk, Thomas Bangalter et Guy-Manuel de Homem-Christo . De nombreuses scènes rendent également hommage au film d'animation japonais Akira: les effets de lumière sur les motos, les scènes de l'hôpital et West scanné par des machines. West et Williams avaient tous les deux projeté d'inclure des scènes du film. On peut aussi remarquer que West porte une paire de lunettes de soleil Jeremy Scott, qu'il « trouva à Paris après trois mois de recherche ».

## Controverse
En novembre 2011, Kanye West est poursuivi pour plagiat par un dénommé Vincent Peters. Ce dernier reproche à Kanye West d'avoir entièrement plagié un morceau qu'il avait auparavant envoyé en 2006 à John Monopoly, le manager de West. Kanye West s'en défend en précisant qu'il s'est inspiré de la célèbre maxime de Friedrich Nietzsche « Ce qui ne nous tue pas nous rend plus forts ». Le juge donne raison à Kanye West, mais Peters décide alors de faire appel devant la Cour d'appel des États-Unis pour le septième circuit.

## Classements hebdomadaires
| Classement (2007)                  | Meilleure position |
| ---------------------------------- | ------------------ |
| Allemagne (GfK Entertainment)      | 17                 |
| Australie (ARIA)                   | 2                  |
| Autriche (Ö3 Austria Top 40)       | 22                 |
| Canada (Canadian Hot 100)          | 1                  |
| Danemark (Tracklisten)             | 20                 |
| États-Unis (Billboard Hot 100)     | 1                  |
| États-Unis (Hot Rap Songs)         | 3                  |
| États-Unis (Hot R&B/Hip-Hop Songs) | 30                 |
| États-Unis (Pop 100)               | 1                  |
| États-Unis (Top 40 Mainstream)     | 1                  |
| Finlande (Suomen virallinen lista) | 11                 |
| France (SNEP)                      | 33                 |
| Irlande (IRMA)                     | 2                  |
| Norvège (VG-lista)                 | 3                  |
| Nouvelle-Zélande (RMNZ)            | 1                  |
| Pays-Bas (Single Top 100)          | 35                 |
| Royaume-Uni (UK Singles Chart)     | 1                  |
| Royaume-Uni (UK R&B Chart)         | 1                  |
| Suède (Sverigetopplistan)          | 19                 |
| Suisse (Schweizer Hitparade)       | 18                 |

### Certifications
| Pays             | Association | Certification |
| ---------------- | ----------- | ------------- |
| Australie        | ARIA        | Platine       |
| Nouvelle-Zélande | RIANZ       | Or            |
| États-Unis       | RIAA        | 4x Platine    |